# Kondoros
Kondoros là một làng thuộc hạt Békés, Hungary. Làng này có diện tích 81,84 km², dân số năm 2010 là 5320 người, mật độ 65 người/km².